# Конопкі-Худе
Конопкі-Худе (пол. Konopki Chude) — село в Польщі, у гміні Єдвабне Ломжинського повіту Підляського воєводства.
Населення — 54 особи (2011).
У 1975-1998 роках село належало до Ломжинського воєводства.

## Демографія
Демографічна структура станом на 31 березня 2011 року:
|          | Загалом | Допрацездатний вік | Працездатний вік | Постпрацездатний вік |
| -------- | ------- | ------------------ | ---------------- | -------------------- |
| Чоловіки | 33      | 14                 | 15               | 4                    |
| Жінки    | 21      | 2                  | 14               | 5                    |
| Разом    | 54      | 16                 | 29               | 9                    |